# یواس‌اس هنلی (دی‌دی-۳۹۱)
یواس‌اس هنلی (به انگلیسی: USS Henley) یک ناوشکن کلاس بگلی به طول ۳۴۱ فوت ۸ اینچ (۱۰۴٫۱۴ متر)، و دومین کشتی نیروی دریایی ایالات متحده بود که به نام کاپیتان رابرت هنلی، افسر نیروی دریایی ایالات متحده در طول شبه‌جنگ با فرانسه، جنگ ۱۸۱۲ و جنگ دوم بربری نام‌گذاری شد. این ناوشکن در سال ۱۹۳۷ ساخته شد.

## افتخارات
«هنلی» برای شرکت در جنگ جهانی دوم چهار ستاره خدمت به دست آورد.